# 단풍잎
단풍잎은 단풍나무의 잎이다. 캐나다의 상징으로 잘 알려져 있다.

## 캐나다에서의 단풍잎

캐나다의 국기

단풍잎은 캐나다의 시초부터 프랑스계 캐나다인을 상징하는 표식이었다. 1834년 몬트리올 성(聖) 세례자 요한회(Société Saint-Jean-Baptiste de Montréal)에서 이 단풍잎이 공식 표식으로 지정되었다. 캐나다의 국기의 정가운데에 그려져 있다.